# Károly Aggházy

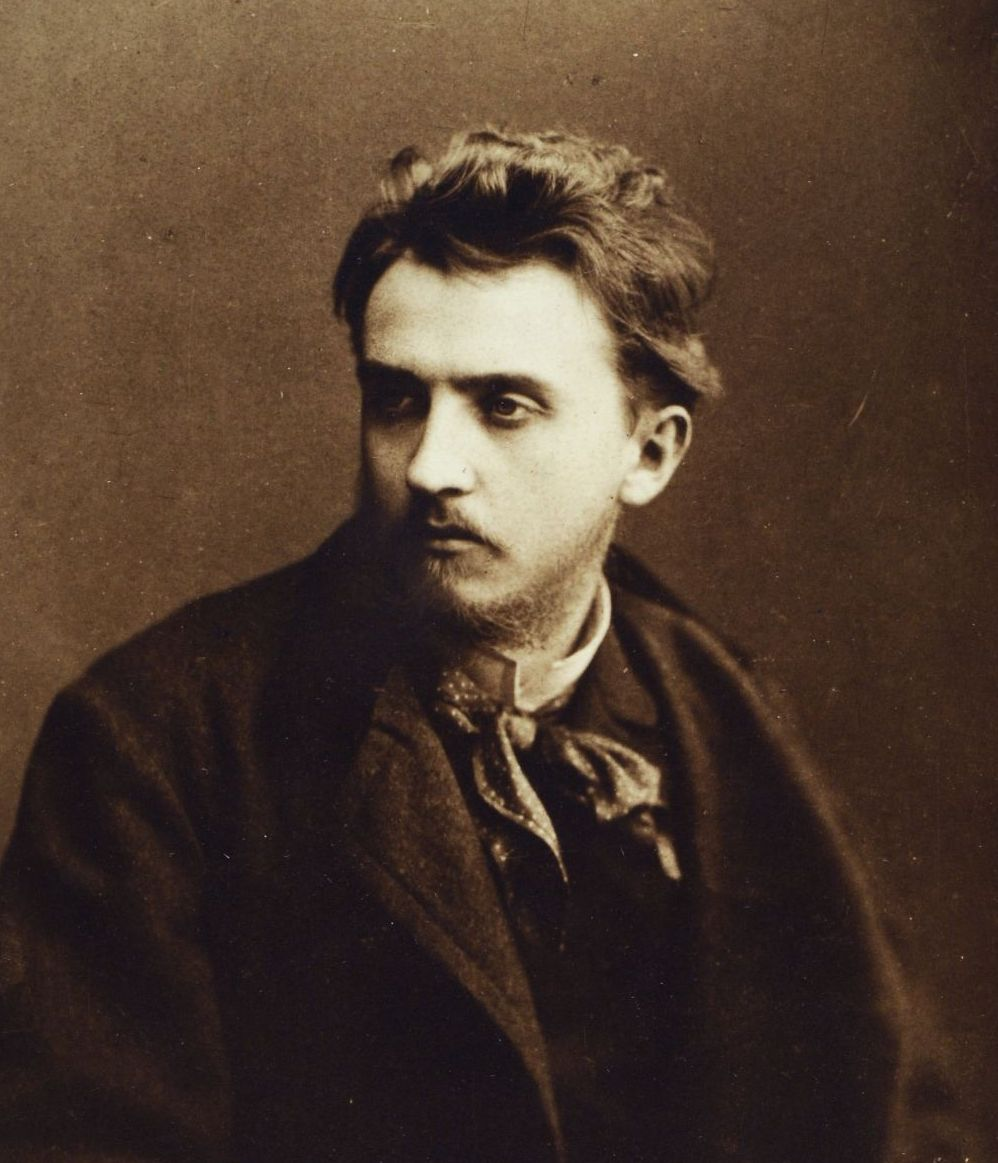
Károly Aggházy

Károly Aggházy (* 30 octombrie 1855 Budapesta; † 8 octombrie 1918 Budapesta ) a fost un pianist și compozitor maghiar.
1. 1 2  „Károly Aggházy”, Gemeinsame Normdatei, accesat în 2 mai 2014
2. 1 2  Károly Aggházy, International Music Score Library Project, accesat în 9 octombrie 2017
3. 1 2  Károly Aggházy, Autoritatea BnF
4. ↑  PIM authority[*] Verificați valoarea |titlelink= (ajutor);